# Det roliga partiet

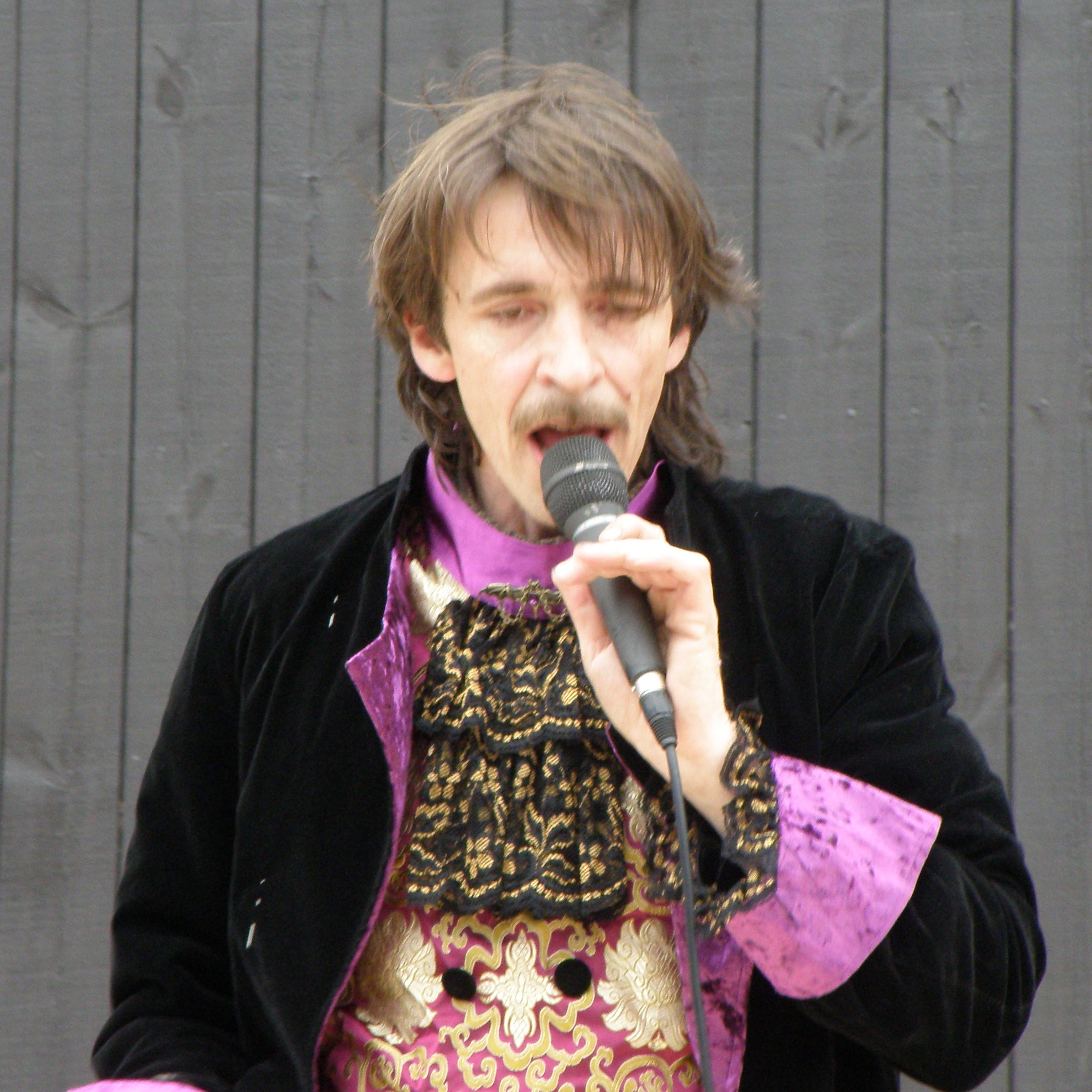
Johan Dalsgaard 2011.

Det roliga partiet (färöiska: Hin Stuttligi Flokkurin) är ett politiskt skämtparti på Färöarna. Partiet grundades 2004 inför de färöiska parlamentsvalen samma år. Grundare var Johan Dalsgaard, också känd som Johan í Kollafirði och senare som Johan í Fámará. Partiet använder sig av politisk satir för att nå ut med sina budskap och Dalsgaard själv har sagt sig vara inspirerad av Jacob Haugaard, som använt sig av liknande satir i Danmark. En annan kandidat på partiets listor var Rubek Lilaa som representerade Eysturoyar Valdømi. I valet 2004 fick partiet 747 röster, vilket motsvarade 2,4 procent, men blev inte representerade i Färöarnas lokala parlament. 